# Fritz Rose (Richter)
Johann Andreas Friedrich „Fritz“ Rose (* 18. April 1817 in Hannover; † Dezember 1877 in Göttingen) war Universitätsrat und letzter Universitätsrichter der Georg-August-Universität Göttingen.

## Leben
Rose war der Sohn des Geheimen Kabinettsrats Justus Philipp Rose in Hannover. Er studierte Rechtswissenschaft an der Universität Göttingen und wurde 1838 Mitglied des Corps Hannovera Göttingen. Nach Abschluss der Ausbildung trat er in den Staatsdienst vom Königreich Hannover und wurde zunächst 1844 Amtsassessor in Calenberg. 1856 wurde er Universitätsrat und Rechnungsrat der Georgia Augusta. Mit diesen administrativen Aufgaben war das Amt des Universitätsrichters verbunden, der die Akademische Gerichtsbarkeit der Universität in Göttingen ausübte. Deren ausschließliche Zuständigkeit war gegeben, wenn Belange der Universität und ihrer Angehörigen, also auch der Studenten, tangiert waren. Damit fielen auch Streitigkeiten der Bürger der Stadt Göttingen mit Universitätsangehörigen in die Zuständigkeit dieses Gerichts. Dem Universitätsrichter unterstand auch der Karzer. Ermittlungs- und Vollzugsbeamte waren die Pedelle und Universitätsjäger der Georgia-Augusta. Beim Tode Roses war die weitgehende Abschaffung der Akademischen Gerichtsbarkeit durch das im Januar 1877 verabschiedete Gerichtsverfassungsgesetz schon absehbar, so dass nach Rose kein neuer hauptamtlicher Universitätsrichter mehr bestellt wurde. Die Aufgabe wurde vielmehr dem Göttinger Landrichter Georg Arnold Bacmeister (1850–1921) nebenberuflich übertragen, der dieses Amt lange Jahre im verbliebenen Bereich der Disziplinargewalt der Universität ausübte.
Friedrich Rose war Canonicus des protestantischen Stifts St. Alexandri in Einbeck bis zu dessen Auflösung und Übergabe an die Klosterkammer Hannover 1863. Er war verheiratet und hatte vier Kinder.